# Qualificazioni al campionato mondiale di calcio 2018 - CONMEBOL
Sono elencate di seguito le date e i risultati della zona sudamericana (CONMEBOL) per le qualificazioni al mondiale di calcio del 2018.

## Classifica
| Pos. | Squadra   | Pt | G  | V  | N | P  | GF | GS | DR  |
| ---- | --------- | -- | -- | -- | - | -- | -- | -- | --- |
| 1.   | Brasile   | 41 | 18 | 12 | 5 | 1  | 41 | 11 | +30 |
| 2.   | Uruguay   | 31 | 18 | 9  | 4 | 5  | 32 | 20 | +12 |
| 3.   | Argentina | 28 | 18 | 7  | 7 | 4  | 19 | 16 | +3  |
| 4.   | Colombia  | 27 | 18 | 7  | 6 | 5  | 21 | 19 | +2  |
| 5.   | Perù      | 26 | 18 | 7  | 5 | 6  | 27 | 26 | +1  |
| 6.   | Cile      | 26 | 18 | 8  | 2 | 8  | 26 | 27 | -1  |
| 7.   | Paraguay  | 24 | 18 | 7  | 3 | 8  | 19 | 25 | -6  |
| 8.   | Ecuador   | 20 | 18 | 6  | 2 | 10 | 26 | 29 | -3  |
| 9.   | Bolivia   | 14 | 18 | 4  | 2 | 12 | 16 | 38 | -22 |
| 10.  | Venezuela | 12 | 18 | 2  | 6 | 10 | 19 | 35 | -16 |

Legenda: 

         Qualificate direttamente al campionato del mondo 2018
         Qualificata al play-off interzona 2018 contro una squadra della federazione dell'Oceania (OFC)
Note:
3 punti per ogni vittoria, 1 per ogni pareggio, 0 per ogni sconfitta.

## Risultati

### 1ª giornata
| Arbitro: | Patricio Loustau |

|  |           |                       |
|  | Marcatori | 10’ Cáceres 69’ Godín |

| Arbitro: | Antonio Arias |

|                             |           |  |
| Gutiérrez 36’ Cardona 90+4’ | Marcatori |  |

| Arbitro: | José Buitrago |

|  |           |                 |
|  | Marcatori | 85’ D. González |

| Arbitro: | Roddy Zambrano Olmedo |

|                        |           |  |
| Vargas 72’ Sánchez 88’ | Marcatori |  |

| Arbitro: | Julio Bascuñán |

|  |           |                       |
|  | Marcatori | 81’ Erazo 82’ Caicedo |

### 2ª giornata
| Arbitro: | Sandro Ricci |

|                                  |           |  |
| Bolaños 81’ Caicedo 90+5’ (rig.) | Marcatori |  |

| Arbitro: | Héber Lopes |

|                                   |           |  |
| Godín 34’ Rolán 51’ Hernández 87’ | Marcatori |  |

| Asunción 13 ottobre 2015, ore 21:00 UTC-3 | Paraguay     | 0 – 0 referto | Argentina | Estadio Defensores del Chaco (20 889 spett.)\| Arbitro: \| Andrés Cunha \| |
| Arbitro:                                  | Andrés Cunha |               |           |                                                                            |

| Arbitro: | Darío Ubriaco |

|                                 |           |               |
| Willian 1’, 42’ R. Oliveira 73’ | Marcatori | 64’ C. Santos |

| Arbitro: | Néstor Pitana |

|                                       |           |                                 |
| Farfán 10’, 36’ (rig.) Guerrero 90+2’ | Marcatori | 7’, 44’ Sánchez 41’, 49’ Vargas |

### 3ª giornata
| Arbitro: | Víctor Carrillo |

|                                                   |           |                       |
| Ramallo 19’, 45+1’ J. Arce 23’ (rig.) Cardozo 49’ | Marcatori | 32’ Rondón 55’ Blanco |

| Arbitro: | Ricardo Marques Ribeiro |

|                             |           |            |
| Caicedo 23’ F. Martínez 59’ | Marcatori | 49’ Cavani |

| Arbitro: | Enrique Cáceres |

|           |           |                  |
| Vidal 45’ | Marcatori | 68’ J. Rodríguez |

| Arbitro: | Antonio Arias |

|             |           |          |
| Lavezzi 34’ | Marcatori | 58’ Lima |

| Arbitro: | Julio Bascuñán |

|            |           |  |
| Farfán 20’ | Marcatori |  |

### 4ª giornata
| Arbitro: | Carlos Vera |

|  |           |            |
|  | Marcatori | 19’ Biglia |

| Arbitro: | Gery Vargas |

|                 |           |                                         |
| J. Martínez 84’ | Marcatori | 15’ F. Martínez 23’ Montero 60’ Caicedo |

| Arbitro: | Wilmar Roldán |

|                         |           |         |
| Lezcano 62’ Barrios 65’ | Marcatori | 59’ Duk |

| Arbitro: | José Argote |

|                                   |           |  |
| Godín 23’ Pereira 61’ Cáceres 65’ | Marcatori |  |

| Arbitro: | Hernando Buitrago |

|                                       |           |  |
| Costa 22’ Augusto 57’ Filipe Luís 76’ | Marcatori |  |

### 5ª giornata
| Arbitro: | Héber Lopes |

|               |           |                          |
| Gutiérrez 10’ | Marcatori | 19’ Di Maria 24’ Mercado |

| Arbitro: | Néstor Pitana |

|                         |           |                       |
| D. Costa 1’ Augusto 25’ | Marcatori | 30’ Cavani 48’ Suárez |

| Arbitro: | Daniel Fedorczuk |

|                         |           |                  |
| Valencia 20’ Mena 90+2’ | Marcatori | 38’, 59’ Lezcano |

| Arbitro: | Wilton Pereira Sampaio |

|                                  |           |                                          |
| J. Arce 50’ (rig.) Chumacero 62’ | Marcatori | 10’ J. Rodríguez 41’ Bacca 90+2’ Cardona |

| Arbitro: | Enrique Cáceres |

|                            |           |                                       |
| Guerrero 61’ Ruidíaz 90+4’ | Marcatori | 32’ (rig.) Otero 58’ Mikel Villanueva |

### 6ª giornata
| Arbitro: | Enrique Osses |

|                         |           |            |
| Bacca 7’, 66’ Pérez 48’ | Marcatori | 90’ Arroyo |

| Arbitro: | Wilmar Roldán |

|                         |           |                          |
| Lezcano 40’ Benítez 49’ | Marcatori | 79’ Oliveira 90+2’ Alves |

| Arbitro: | Jesús Valenzuela |

|                              |           |  |
| Mercado 21’ Messi 29’ (rig.) | Marcatori |  |

| Arbitro: | Diego Haro |

|          |           |                                   |
| Otero 9’ | Marcatori | 33’, 52’ Pinilla 72’, 90+2’ Vidal |

| Arbitro: | Roddy Zambrano |

|            |           |  |
| Cavani 51’ | Marcatori |  |

### 7ª giornata
| Arbitro: | José Argote |

|                        |           |  |
| Escobar 38’ Raldés 86’ | Marcatori |  |

| Arbitro: | Daniel Fedorczuk |

|                               |           |  |
| Rodríguez 45+2’ M. Torres 82’ | Marcatori |  |

| Arbitro: | Enrique Cáceres |

|  |           |                                            |
|  | Marcatori | 72’ (rig.) Neymar 87’, 90+2’ Gabriel Jesus |

| Arbitro: | Julio Bascuñán |

|           |           |  |
| Messi 43’ | Marcatori |  |

| Arbitro: | Néstor Pitana |

|                          |           |           |
| O. Romero 6’ Da Silva 9’ | Marcatori | 37’ Vidal |

### 8ª giornata
| Arbitro: | Wilton Sampaio |

|                                                   |           |  |
| Cavani 18’, 54’ Rodríguez 42’ Suárez 45+1’ (rig.) | Marcatori |  |

| Arbitro: | Roddy Zambrano |

|                         |           |                         |
| Juanpi 35’ Martínez 53’ | Marcatori | 58’ Pratto 83’ Otamendi |

| Santiago 6 settembre 2016, ore 20:30 UTC-4 | Cile            | 3 – 0 (tav.) referto | Bolivia | Estadio Monumental David Arellano (30 000 spett.)\| Arbitro: \| Ricardo Marques \| |
| Arbitro:                                   | Ricardo Marques |                      |         |                                                                                    |

| Arbitro: | Patricio Loustau |

|                       |           |                       |
| Miranda 2’ Neymar 74’ | Marcatori | 36’ (aut.) Marquinhos |

| Arbitro: | Wilmar Roldán |

|                            |           |              |
| Cueva 19’ (rig.) Tapia 78’ | Marcatori | 31’ Achilier |

### 9ª giornata
| Arbitro: | Raúl Orosco |

|                             |           |  |
| Lodeiro 29’ Cavani 46’, 79’ | Marcatori |  |

| Arbitro: | Julio Bascuñán |

|  |           |             |
|  | Marcatori | 90’ Cardona |

| Arbitro: | Mauro Vigliano |

|                                      |           |  |
| Valencia 19’ Ramírez 23’ Caicedo 46’ | Marcatori |  |

| Arbitro: | Sandro Ricci |

|                               |           |                            |
| Guerrero 58’ Cueva 84’ (rig.) | Marcatori | 15’ Funes Mori 77’ Higuaín |

| Arbitro: | Wilson Lamouroux |

|                                                                       |           |  |
| Neymar 10’ Coutinho 25’ Filipe Luís 38’ Gabriel Jesus 43’ Firmino 75’ | Marcatori |  |

### 10ª giornata
| Arbitro: | Néstor Pitana |

|                      |           |                          |
| Aguilar 15’ Mina 84’ | Marcatori | 27’ Rodríguez 73’ Suárez |

| Arbitro: | Víctor Carrillo |

|  |           |                              |
|  | Marcatori | 8’ Gabriel Jesus 53’ Willian |

| Arbitro: | Daniel Fedorczuk |

|  |           |              |
|  | Marcatori | 18’ González |

| Arbitro: | Roddy Zambrano |

|                |           |            |
| Vidal 10’, 85’ | Marcatori | 76’ Flores |

| Arbitro: | Mario Díaz de Vivar |

|                 |           |                      |
| Escobar 4’, 43’ | Marcatori | 48’, 89’ E. Valencia |

### 11ª giornata
| Arbitro: | Patricio Loustau |

|            |           |                                                      |
| Riveros 9’ | Marcatori | 48’ Ramos 71’ Flores 78’ Cueva 84’ (aut.) É. Benítez |

| Arbitro: | Víctor Carrillo |

|                      |           |             |
| Coates 12’ Rolán 45’ | Marcatori | 44’ Caicedo |

| Arbitro: | Julio Bascuñán |

|                                      |           |  |
| Coutinho 24’ Neymar 45’ Paulinho 59’ | Marcatori |  |

| Arbitro: | Andrés Cunha |

|                                                 |           |  |
| Kouffati 3’ J. Martínez 11’, 67’, 70’ Otero 75’ | Marcatori |  |

| Barranquilla 10 novembre 2016, ore 15:30 UTC-5 | Colombia       | 0 – 0 referto | Cile | Estadio Metropolitano Roberto Meléndez (45 916 spett.)\| Arbitro: \| Wilton Sampaio \| |
| Arbitro:                                       | Wilton Sampaio |               |      |                                                                                        |

### 12ª giornata
| Arbitro: | Roberto Tobar |

|                                      |           |  |
| Mina 51’ Bolaños 82’ E. Valencia 86’ | Marcatori |  |

| Arbitro: | Christian Ferreyra |

|                  |           |  |
| Gómez 78’ (aut.) | Marcatori |  |

| Arbitro: | Roddy Zambrano |

|                                  |           |  |
| Messi 9’ Pratto 22’ Di María 83’ | Marcatori |  |

| Arbitro: | Wilmar Roldán |

|  |           |                               |
|  | Marcatori | 58’ Gabriel Jesus 78’ Augusto |

| Arbitro: | Enrique Cáceres |

|                               |           |            |
| Vargas 45+1’ Sánchez 60’, 76’ | Marcatori | 16’ Cavani |

### 13ª giornata
| Arbitro: | Enrique Cáceres |

|                          |           |                           |
| Villanueva 24’ Otero 40’ | Marcatori | 46’ Carrillo 64’ Guerrero |

| Arbitro: | Sandro Ricci |

|                  |           |  |
| Messi 16’ (rig.) | Marcatori |  |

| Arbitro: | Ricardo Marques |

|               |           |  |
| Rodríguez 83’ | Marcatori |  |

| Arbitro: | José Argote |

|                       |           |                    |
| Valdez 12’ Alonso 65’ | Marcatori | 70’ (rig.) Caicedo |

| Arbitro: | Patricio Loustau |

|                  |           |                                     |
| Cavani 9’ (rig.) | Marcatori | 18’, 51’, 90+2’ Paulinho 74’ Neymar |

### 14ª giornata
| Arbitro: | Julio Bascuñán |

|                         |           |             |
| Guerrero 34’ Flores 62’ | Marcatori | 30’ Sánchez |

| Arbitro: | Wilmar Roldán |

|                     |           |  |
| Arce 31’ Moreno 53’ | Marcatori |  |

| Arbitro: | Andrés Cunha |

|                            |           |            |
| Sánchez 4’ Paredes 7’, 22’ | Marcatori | 62’ Rondón |

| Arbitro: | Víctor Carrillo |

|                                     |           |  |
| Coutinho 34’ Neymar 64’ Marcelo 85’ | Marcatori |  |

| Arbitro: | Néstor Pitana |

|  |           |                            |
|  | Marcatori | 20’ Rodríguez 34’ Cuadrado |

### 15ª giornata
| Arbitro: | Mario Díaz de Vivar |

|                           |           |  |
| Paulinho 69’ Coutinho 76’ | Marcatori |  |

| San Cristóbal 31 agosto 2017, ore 17:00 UTC-4 | Venezuela      | 0 – 0 referto | Colombia | Estadio Polideportivo de Pueblo Nuevo (38 479 spett.)\| Arbitro: \| Wilton Sampaio \| |
| Arbitro:                                      | Wilton Sampaio |               |          |                                                                                       |

| Montevideo 31 agosto 2017, ore 20:00 UTC-3 | Uruguay         | 0 – 0 referto | Argentina | Estadio Centenario (52 614 spett.)\| Arbitro: \| Víctor Carrillo \| |
| Arbitro:                                   | Víctor Carrillo |               |           |                                                                     |

| Arbitro: | Andrés Cunha |

|                      |           |             |
| Flores 55’ Cueva 59’ | Marcatori | 72’ Álvarez |

| Arbitro: | Néstor Pitana |

|  |           |                                          |
|  | Marcatori | 24’ (aut.) Vidal 55’ Cáceres 90+2’ Ortiz |

### 16ª giornata
| Arbitro: | Jesús Valenzuela |

|            |           |               |
| Falcao 56’ | Marcatori | 45+2’ Willian |

| Arbitro: | Roberto Tobar |

|                      |           |             |
| Feltscher 54’ (aut.) | Marcatori | 51’ Murillo |

| Arbitro: | Wilmar Roldán |

|                 |           |  |
| Arce 59’ (rig.) | Marcatori |  |

| Arbitro: | Enrique Cáceres |

|                        |           |                        |
| E. Valencia 79’ (rig.) | Marcatori | 73’ Flores 76’ Hurtado |

| Arbitro: | Sandro Ricci |

|               |           |                               |
| Á. Romero 88’ | Marcatori | 76’ Valverde 80’ (aut.) Gómez |

### 17ª giornata
| La Paz 5 ottobre 2017, ore 16:00 UTC-4 | Bolivia            | 0 – 0 referto | Brasile | Estadio Hernando Siles (34 725 spett.)\| Arbitro: \| Fernando Rapallini \| |
| Arbitro:                               | Fernando Rapallini |               |         |                                                                            |

| San Cristóbal 5 ottobre 2017, ore 17:00 UTC-4 | Venezuela        | 0 – 0 referto | Uruguay | Estadio Polideportivo de Pueblo Nuevo (32 100 spett.)\| Arbitro: \| Anderson Daronco \| |
| Arbitro:                                      | Anderson Daronco |               |         |                                                                                         |

| Arbitro: | Ricardo Marques |

|            |           |                            |
| Falcao 79’ | Marcatori | 89’ Cardozo 90+2’ Sanabria |

| Buenos Aires 5 ottobre 2017, ore 20:30 UTC-3 | Argentina      | 0 – 0 referto | Perù | Stadio Alberto José Armando (47 960 spett.)\| Arbitro: \| Wilton Sampaio \| |
| Arbitro:                                     | Wilton Sampaio |               |      |                                                                             |

| Arbitro: | Sandro Ricci |

|                        |           |            |
| Vargas 22’ Sánchez 85’ | Marcatori | 82’ Ibarra |

### 18ª giornata
| Arbitro: | Ricardo Marques |

|                                        |           |                                   |
| Cáceres 39’ Cavani 42’ Suárez 60’, 76’ | Marcatori | 24’ (aut.) Silva 79’ (aut.) Godín |

| Arbitro: | Wilton Sampaio |

|  |           |             |
|  | Marcatori | 84’ Herrera |

| Arbitro: | Sandro Ricci |

|              |           |               |
| Guerrero 74’ | Marcatori | 56’ Rodríguez |

| Arbitro: | Anderson Daronco |

|              |           |                     |
| R. Ibarra 1’ | Marcatori | 11’, 18’, 62’ Messi |

| Arbitro: | Roddy Zambrano |

|                                       |           |  |
| Paulinho 55’ Gabriel Jesus 57’, 90+2’ | Marcatori |  |

## Statistiche

### Classifica marcatori
10 gol
- Edinson Cavani (1 rig.)

7 gol
- Lionel Messi (2 rig.)
- Alexis Sánchez
- Felipe Caicedo (2 rig.)

6 gol
- Neymar (1 rig.)
- Gabriel Jesus
- Paulinho

- Arturo Vidal
- Paolo Guerrero
- James Rodríguez

5 gol
- Eduardo Vargas
- Enner Valencia (1 rig.)
- Édison Flores

- Luis Suárez (1 rig.)
- Josef Martínez

4 gol
- Juan Carlos Arce (3 rig.)
- Philippe Coutinho

- Willian
- Darío Lezcano

- Christian Cueva (2 rig.)
- Rómulo Otero (1 rig.)

3 gol
- Pablo Daniel Escobar
- Renato Augusto
- Carlos Bacca

- Edwin Cardona
- Jefferson Farfán (1 rig.)
- Martín Cáceres

- Diego Godín

2 gol
- Ángel Di María
- Gabriel Mercado
- Lucas Pratto
- Marcelo Moreno
- Rodrigo Ramallo
- Douglas Costa

- Filipe Luís
- Ricardo Oliveira
- Mauricio Pinilla
- Esteban Paredes
- Radamel Falcao
- Miller Bolaños

- Romario Ibarra
- Fidel Martínez
- Derlis González
- Cristian Rodríguez
- Diego Rolán
- Mikel Villanueva

1 gol
- Lucas Biglia
- Ramiro Funes Mori
- Gonzalo Higuaín
- Ezequiel Lavezzi
- Nicolás Otamendi
- Gilbert Álvarez
- Rudy Cardozo
- Alejandro Chumacero
- Yasmani Duk
- Ronald Raldes
- Dani Alves
- Roberto Firmino
- Lucas Lima
- Miranda
- Felipe Gutiérrez

- Abel Aguilar
- Teófilo Gutiérrez
- Yerry Mina
- Sebastián Pérez
- Macnelly Torres
- Juan Cuadrado
- Gabriel Achilier
- Michael Arroyo
- Frickson Erazo
- Ángel Mena
- Arturo Mina
- Jefferson Montero
- Cristian Ramírez
- Antonio Valencia

- Júnior Alonso
- Lucas Barrios
- Édgar Benítez
- Víctor Cáceres
- Óscar Cardozo
- Paulo da Silva
- Richard Ortiz
- Cristian Riveros
- Ángel Romero
- Óscar Romero
- Antonio Sanabria
- Bruno Valdez
- Paolo Hurtado
- Christian Ramos
- Raúl Ruidíaz

- Renato Tapia
- Nicolás Lodeiro
- Abel Hernández
- Sebastián Coates
- Álvaro Pereira
- Carlos Sanchez
- Federico Valverde
- Richard Blanco
- Juanpi
- Jacobo Kouffati
- John Murillo
- Mario Rondón
- Christian Santos

Autoreti
- Gustavo Gómez (1 pro  Bolivia); (1 pro  Uruguay)
- Marquinhos (1 pro  Colombia)
- Arturo Vidal (1 pro  Paraguay)
- Walter Ayoví (1 pro  Brasile)
- Édgar Benítez (1 pro  Perù)
- Rolf Feltscher (1 pro  Argentina)